# 高自立
高自立（1900年7月7日—1950年1月9日），原名高志立，号省烦，化名李友生、周和生。江西萍乡县人，中国近代政治人物。
早年在萍乡从事工人运动，后率领工人参加秋收起义，随部到井冈山。1930年起，任红四军3纵队政治部政务处长，红十二军34师政治委员，红一方面军第64师政治委员，红三军政治委员。1932年，任红五军团15军43师政委，6月调任15军政委兼军长。1933年，任中央革命军事委员会后方办事处政委，中华苏维埃共和国临时中央政府工农检查部代部长。1934年1月，被选为中华苏维埃共和国中央执行委员，任中央政府土地部部长。同年6月赴莫斯科，出席共产国际第七次代表大会。1938年回国，任陕甘宁边区政府代主席兼党团书记。1945年起，任中共中央冀察热辽分局委员兼财经委员会书记，东北行政委员会冀察热辽办事处副主任。1950年1月9日，在沈阳病逝。